# William Beechey

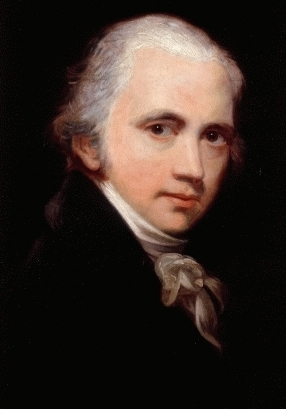
Sir William Beechey

Sir William Beechey (12 de diciembre de 1753-28 de enero de 1839) fue un retratista inglés de mucho éxito en su época.

## Vida

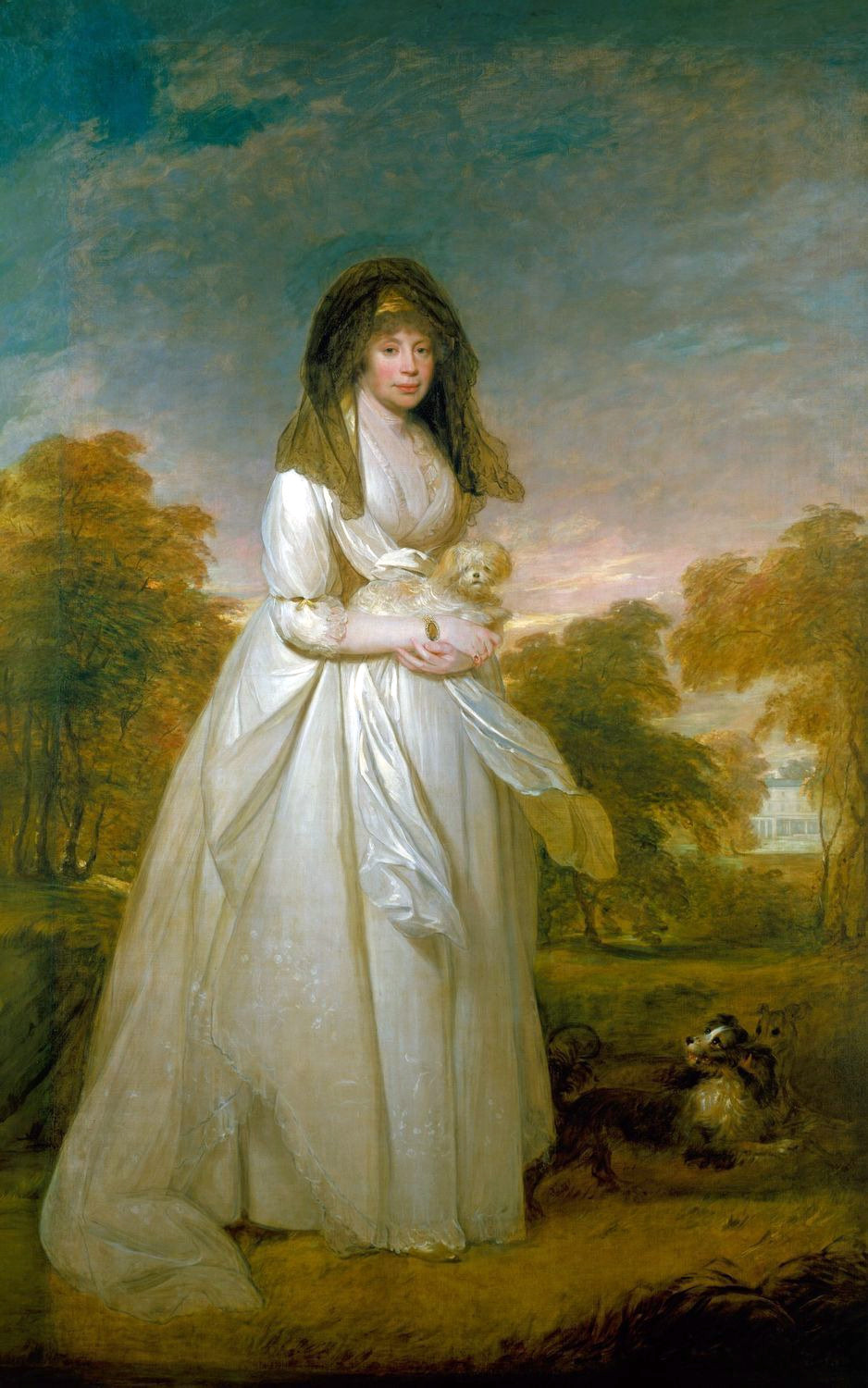
La Reina Charlotte (1796; Colección Real)

Beechey nació en Burford, Oxfordshire, el 12 de diciembre de 1753, hijo de William Beechey y Hannah Read. Sus dos padres murieron cuando todavía era muy pequeño, y él y sus hermanos fueron criados por su tío Samuel. Le interesaba pintar desde una edad temprana, y fue admitido en las Escuelas de la Royal Academy en 1772, aunque, según algunas versiones, su familia pretendía que siguiera a su tío Samuel a una carrera legal.
En la primera parte de su vida pictórica, Beechey se especializó en retratos en pequeña escala. Entre 1782 y 1787 vivió en Norwich, y finalmente pintó cuatro obras para la colección de retratos cívicos colgados en St Andrew's Hall en la ciudad, de los que solo hizo una durante su residencia allí.
Beechey regresó a Londres en 1787. Eventualmente llegó a conocimiento de la familia real, y en 1793 pintó un retrato de cuerpo entero de la Reina Charlotte, quien lo nombró su pintor de retratos oficial. En el mismo año fue elegido socio de la Royal Academy.
Pintó no solo los retratos de la familia real, sino de casi todas las personas más famosas o de moda de la época. Su George III y el Príncipe de Gales revisando las tropas con una gran composición que mostraba al rey y al príncipe a caballo, fue pintado en 1798. Obtuvo para él el honor de caballero y su elección como miembro de pleno derecho de la Real Academia. La pintura fue destruida en el incendio del Castillo de Windsor en 1992. Otros retratos a celebridades incluyen a Lord Nelson, John Kemble y Sarah Siddons.
Samuel Redgrave escribió en 1890:
   "Sus retratos eran deficientes en la gracia, sus cortinas pobres y mal moldeadas, y no mostró la capacidad de superar la rigidez sin gracia que prevalecía en la vestimenta. Sin embargo, poseía muchos méritos, y sus retratos han mantenido un respetable segundo rango."

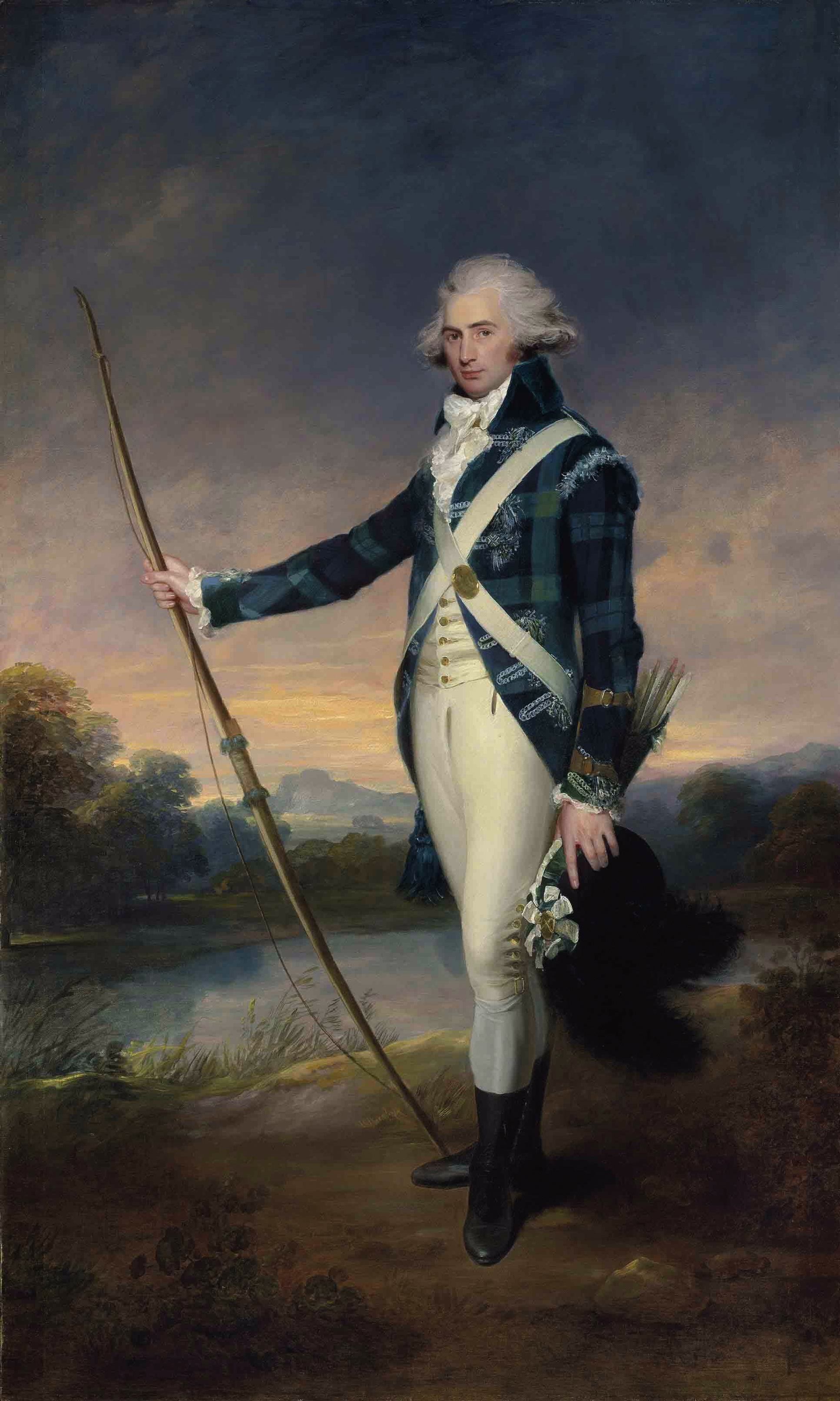
George Douglas, 16º Conde de Morton

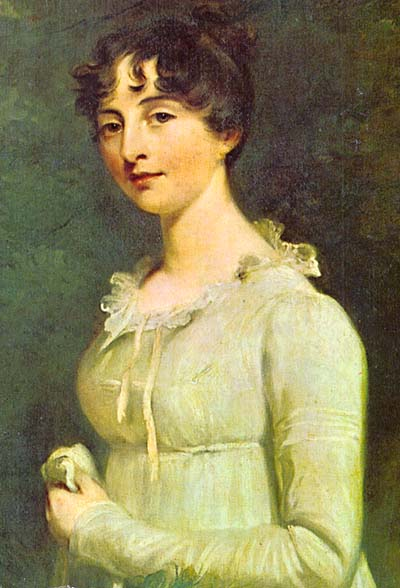
Marcia Fox